# Grand Prix-wegrace van Frankrijk 1972
De Grand Prix-wegrace van Frankrijk 1972 was de tweede race van het wereldkampioenschap wegrace-seizoen 1972. De race werd verreden op 7 mei 1972 op het Circuit de Charade nabij Clermont-Ferrand, Frankrijk.

## 500 cc
In Frankrijk moest de start van de 500cc-klasse ongeveer een uur worden uitgesteld omdat de organisatie eerst het opdringerige publiek van de baan moest verwijderen. Giacomo Agostini startte slecht, maar had aan het einde van de eerste ronde toch de leiding. In de tweede ronde kwam Phil Read hem voorbij, nota bene met een 250cc-Yamaha TD 3, want zijn Suzuki T 500 wilde al tijdens de trainingen niet goed lopen. Read moest wel opgeven, want de 250cc-machine was reglementair te klein om in de 500cc-klasse te mogen starten. Hij deed dat in de vijfde ronde, zogenaamd met versnellingsbakproblemen. De Fransman Christian Bourgeois lag intussen tweede met een tot 354cc opgeboorde Yamaha TR 3, en Kurt-Harald Florin was met zijn König derde. Florin viel echter, waardoor zijn plaats werd overgenomen door Bruno Kneubühler (Yamaha). Daarachter reden drie Suzuki T 500's: André Pogolotti, Rob Bron (met een Seeley-frame) en Keith Turner. Turner viel uit door een gebroken ketting, en Bron zette de aanval in op Pogolotti en Kneubühler. Rob Bron werd derde achter Christian Bourgeois.

### Uitslag 500 cc
| Pos | Coureur              | Merk          | Tijd         | Punten |
| --- | -------------------- | ------------- | ------------ | ------ |
| 1   | Giacomo Agostini     | MV Agusta     | 1h05' 47" 3  | 15     |
| 2   | Christian Bourgeois  | Yamaha        | +1' 49" 2    | 12     |
| 3   | Rob Bron             | Seeley-Suzuki | +2' 28" 2    | 10     |
| 4   | Bruno Kneubühler     | Yamaha        | +2' 28" 4    | 8      |
| 5   | André Pogolotti      | Suzuki        | +2' 43"      | 6      |
| 6   | Bo Granath           | Husqvarna     | +2' 52" 2    | 5      |
| 7   | Billie Nelson        | Yamaha        | +2' 53" 2    | 4      |
| 8   | Guido Mandracci      | Suzuki        | +3' 01" 1    | 3      |
| 9   | Kurt-Ivan Carlsson   | Yamaha        | +3' 07" 3    | 2      |
| 10  | Kim Newcombe         | König         | +3' 20" 3    | 1      |
| 11  | Christian Leon       | Kawasaki      |              |        |
| 12  | Steve Ellis          | Yamaha        |              |        |
| 13  | Ron Chandler         | Kawasaki      |              |        |
| 14  | Kaarlo Koivuniemi    | Kawasaki      |              |        |
| 15  | Jean-Paul Passet     | Kawasaki      |              |        |
| 16  | Hans-Otto Butenuth   | BMW           |              |        |
| 17  | Jacques Roca         | Suzuki        |              |        |
| DNF | Dave Simmonds        | Kawasaki      |              |        |
| DNF | Jack Findlay         | JADA-Suzuki   |              |        |
| DNF | Sven-Olof Gunnarsson | Kawasaki      |              |        |
| DNF | Jerry Lancaster      | Yamaha        |              |        |
| DNF | Eric Offenstadt      | Kawasaki      |              |        |
| DNF | Ken Araoka           | Kawasaki      |              |        |
| DNF | Keith Turner         | Suzuki        | kettingbreuk |        |
| DNF | Kurt-Harald Florin   | König         | val          |        |
| DNF | Werner Giger         | Kawasaki      |              |        |
| DNF | Cliff Carr           | Kawasaki      |              |        |
| DNF | Gyula Marsovszky     | Linto         |              |        |
| DNF | André-Luc Appietto   | Kawasaki      |              |        |
| DNF | Phil Read            | Yamaha        | opgave       |        |
| DNF | Gérard Debrock       | Kawasaki      |              |        |

## 350 cc
In Frankrijk kwam het gewichtsverschil tussen de watergekoelde Yamaha YZ 634 (ca. 90 kilo) en de MV Agusta 350 3C (ca. 140 kilo) tot uiting in de enorme achterstand die Giacomo Agostini opliep op de winnaar Jarno Saarinen. Dat was ruim 4 kilometer. Teuvo Länsivuori had een standaard (luchtgekoelde) Yamaha TR 3 en finishte als tweede op 1½ minuut van Saarinen. Hideo Kanaya lag enige tijd op de derde plaats, maar gleed weg op de natte baan (de 350cc-race was enige natte race in Frankrijk). Daardoor werd Renzo Pasolini met de Aermacchi derde en toen pas finishte Agostini. Die vatte zijn verlies echter sportief op maar verklaarde wel dat de driecilinder MV Agusta intussen te traag was geworden. Hij wachtte op het gereedkomen van de viercilinder MV Agusta 350 4C.

### Uitslag 350 cc
| Pos | Coureur          | Merk      | Tijd        | Punten |
| --- | ---------------- | --------- | ----------- | ------ |
| 1   | Jarno Saarinen   | Yamaha    | 1h10' 13" 9 | 15     |
| 2   | Teuvo Länsivuori | Yamaha    | +1' 30"     | 12     |
| 3   | Renzo Pasolini   | Aermacchi | +2' 15" 8   | 10     |
| 4   | Giacomo Agostini | MV Agusta | +2' 16" 1   | 8      |
| 5   | János Drapál     | Yamaha    |             | 6      |
| 6   | Dieter Braun     | Yamaha    |             | 5      |
| 7   | Edu Celso-Santos | Yamaha    |             | 4      |
| 8   | Bruno Kneubühler | Yamaha    |             | 3      |
| 9   | Michel Rougerie  | Aermacchi | +1 ronde    | 2      |
| 10  | Bo Granath       | Yamaha    |             | 1      |
| DNF | Hideo Kanaya     | Yamaha    | val         |        |

## 250 cc
Phil Read (Yamaha TD 3) was in Duitsland niet gestart, maar in Frankrijk deed hij dat wel. Na de start zagen zijn tegenstanders hem bij de finish pas terug. De strijd om de tweede plaats was wel spannend. Aan het einde van de eerste ronde werd Jarno Saarinen gepasseerd door Dieter Braun, maar een ronde later lag Renzo Pasolini met zijn Aermacchi op de tweede plaats. Die gaf hij ook niet meer af. Hideo Kanaya had een zeer slechte start, maar vocht zich naar voren en werd zelfs derde.

### Uitslag 250 cc
| Pos | Coureur             | Merk      | Tijd        | Punten |
| --- | ------------------- | --------- | ----------- | ------ |
| 1   | Phil Read           | Yamaha    | 1h01' 24" 9 | 15     |
| 2   | Renzo Pasolini      | Aermacchi | +18" 1      | 12     |
| 3   | Hideo Kanaya        | Yamaha    |             | 10     |
| 4   | Jarno Saarinen      | Yamaha    |             | 8      |
| 5   | Werner Pfirter      | Yamaha    |             | 6      |
| 6   | Teuvo Länsivuori    | Yamaha    |             | 5      |
| 7   | Walter Sommer       | Yamaha    |             | 4      |
| 8   | Christian Bourgeois | Yamaha    |             | 3      |
| 9   | Dieter Braun        | SMZ       |             | 2      |
| 10  | Börje Jansson       | Derbi     |             | 1      |

## 125 cc
De 125cc-race was de spannendste van de Franse Grand Prix. Börje Jansson nam meteen de leiding, maar zijn Maico liep al na een halve ronde vast. Daardoor ontstond een enerverende race, waarbij Ángel Nieto (Derbi), Dave Simmonds (Kawasaki KA-1) en Gilberto Parlotti (Morbidelli) elkaar aan de leiding aflosten. Chas Mortimer probeerde zijn watergekoelde Yamaha YZ 623 C dichterbij te brengen, en toen dat lukte viel Nieto uit met een defecte motor. Parlotti had zijn Morbidelli tot halverwege de race kennelijk gespaard, want toen vertrok hij om met gemak te winnen. Chas Mortimer werd tweede, maar Börje Jansson, die zijn motor had laten afkoelen en daarna steeds meer snelheid kreeg, wist Simmonds nog te verschalken en werd derde.

### Uitslag 125 cc
| Pos | Coureur           | Merk       | Tijd      | Punten |
| --- | ----------------- | ---------- | --------- | ------ |
| 1   | Gilberto Parlotti | Morbidelli | 57' 08" 6 | 15     |
| 2   | Chas Mortimer     | Yamaha     | +17" 5    | 12     |
| 3   | Börje Jansson     | Maico      | +20"      | 10     |
| 4   | Dave Simmonds     | Kawasaki   | +22" 3    | 8      |
| 5   | Thierry Tchernine | Yamaha     |           | 6      |
| 6   | Harald Bartol     | Suzuki     |           | 5      |
| 7   | Ramon Jimenez     | Yamaha     |           | 4      |
| 8   | Seppo Kangasniemi | Maico      |           | 3      |
| 9   | Michel Rougerie   | Aermacchi  |           | 2      |
| 10  | Matti Salonen     | Yamaha     |           | 1      |
| DNF | Ángel Nieto       | Derbi      | motor     |        |

## Zijspanklasse
In Frankrijk wonnen Heinz Luthringshauser/Hans-Jürgen Cusnik vóór Siegfried Schauzu/Wolfgang Kalauch en Richard Wegener/Adi Heinrichs. Voor Luthringshauser was het zijn eerste overwinning in een WK-race.

### Uitslag zijspanklasse
| Pos | Coureur               | Bakkenist          | Merk        | Tijd        | Punten |
| --- | --------------------- | ------------------ | ----------- | ----------- | ------ |
| 1   | Heinz Luthringshauser | Hans-Jürgen Cusnik | BMW         | 55' 06" 7   | 15     |
| 2   | Siegfried Schauzu     | Wolfgang Kalauch   | BMW         |             | 12     |
| 3   | Richard Wegener       | Adi Heinrichs      | BMW         |             | 10     |
| 4   | Tony Wakefield        | Alex MacFadzean    | BMW         |             | 8      |
| 5   | Rolf Steinhausen      | Werner Kapp        | König       |             | 6      |
| 6   | Wolfgang Klenk        | Norbert Scherer    | BMW         |             | 5      |
| 7   | Michel Pourcelet      | Claude Domin       | BMW         |             | 4      |
| 8   | Bill Currie           | Keith Scott        | GSM-Weslake | GSM-Weslake | 3      |
| 9   | Willy Meier           | Hansueli Gehrig    | BMW         |             | 2      |
| 10  | Marcel Maire          | Marc Kaufmann      | BMW         |             | 1      |
| DNF | Chris Vincent         | Michael Casey      | Münch-URS   | Münch-URS   |        |

1920 · 1921 · 1922 · 1923 · 1924 · 1925 · 1926 · 1927 · 1928 · 1929 · 1930 · 1931 · 1932 · 1933 · 1935 · 1936 · 1937 · 1938 · 1939 · 1949 · 1951 ·  1953 · 1954 · 1955 · 1958 · 1959 · 1960 · 1961 · 1962 · 1963 · 1964 · 1965 · 1966 · 1967 · 1969 · 1970 · 1972 · 1973 · 1974 · 1975 · 1976 · 1977 · 1978 · 1979 · 1980 · 1981 · 1982 · 1983 · 1984 · 1985 · 1986 · 1987 · 1988 · 1989 · 1990 · 1991 · 1992 · 1994 · 1995 · 1996 · 1997 · 1998 · 1999 · 2000 · 2001 · 2002 · 2003 · 2004 · 2005 · 2006 · 2007 · 2008 · 2009 · 2010 · 2011 · 2012 · 2013 · 2014 · 2015 · 2016 · 2017 · 2018 · 2019 · 2020 · 2021 · 2022 · 2023 · 2024 · 2025